# Smilax williamsii
Smilax williamsii är en enhjärtbladig växtart som beskrevs av Elmer Drew Merrill. Smilax williamsii ingår i släktet Smilax och familjen Smilacaceae.
Artens utbredningsområde är Filippinerna. Inga underarter finns listade.